# Александър (син на Деметрий)
Александър (на старогръцки: Ἀλέξανδρος, * сл. 303 пр. Хр., † сл. 246/240 пр. Хр.) от династията на Антигонидите е син на македонския цар Деметрий I Полиоркет и третата му съпруга Дейдамея, дъщеря на цар Еакид от Епир и сестра на цар Пир от династията на Еакидите.
Според Плутарх Александър живее и умира в Египет. В намерения папирус на Зенон от Кавнос от първите години на управлението на фараон Птолемей III се назовава един Александър като собственик на двама роби.
Вероятно баща му Деметрий I Полиоркет дава Александър като заложник на Птолемей I по времето на сключването на мирния договор от 297 пр. Хр. Ако Александър е идентичен с назования от папируса, той е държан като заложник и при фараоните Птолемей II и Птолемей III като гаранция спрямо неговия полубрат Антигон II Гонат.